# La Légende de Sleepy Hollow
Pour l’article homonyme, voir Sleepy Hollow.
La Légende de Sleepy Hollow (titre original : The Legend of Sleepy Hollow), aussi connue sous les titres La Légende du cavalier sans tête  ou La Légende du Val dormant, est une nouvelle de Washington Irving contenue dans le recueil Le Livre d'esquisses et publiée pour la première fois en 1820.

## Résumé

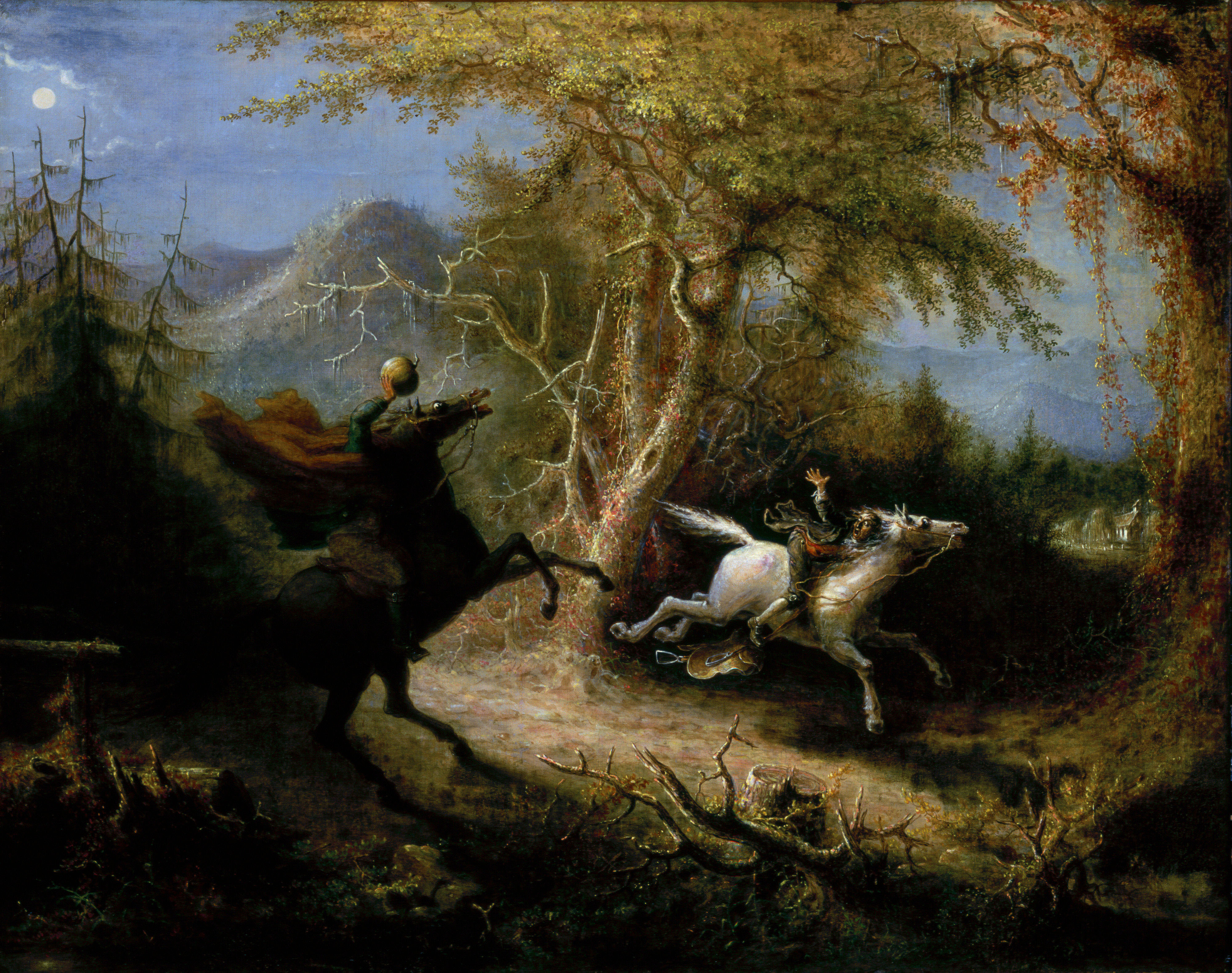
John Quidor, Le Cavalier sans tête poursuivant Ichabod Crane, huile sur toile, 1858, Smithsonian American Art Museum.

Écrite à Birmingham en Angleterre, la nouvelle narre l'histoire d'un jeune homme nommé Ichabod Crane, natif du Connecticut. Celui-ci est venu s'installer en tant que professeur dans le « val dormant » (Sleepy Hollow) à Greensburgh (surnommé « Tarrytown » par les épouses des villages environnants à cause de l'habitude qu'ont leurs époux de traîner dans les tavernes), près de Tappan Zee (en). Ichabod Crane mène une vie itinérante, logé et nourri par les fermiers habitant Tarrytown. Il est attiré par les récits fantastiques de fantômes, de sorcières et de revenants, récits qui abondent à Tarrytown. Selon Washington Irving, un docteur allemand ou un chef amérindien aurait jeté un sort sur Sleepy Hollow, conduisant ses habitants à avoir toutes sortes d'hallucinations.
Ichabod Crane souhaite se marier avec Katrina Van Tassel, la fille d'un riche fermier. Cependant, il doit faire face à un rival de taille : Brom Van Brunt, surnommé « Brom Bones ». À la suite d'une réception donnée par Baltus Van Tassel, le père de Katrina, Ichabod tente de discuter avec celle-ci. L'histoire reste très vague quant au contenu de leur discussion et ne rapporte aucune parole ; on sait simplement que le jeune Ichabod repart, l'air affligé. Sur le chemin du retour, le Cavalier sans tête (Dullahan), supposé être le fantôme d'un mercenaire hessois décapité par un boulet de canon pendant la guerre d'indépendance des États-Unis, lui apparaît. Ichabod  Crane est poursuivi par le Cavalier sans tête jusqu'à ce qu'il atteigne une petite église, non loin de là. Le Cavalier se sert alors de sa tête comme projectile et frappe Ichabod Crane à la tête. Le lendemain, les habitants de Greensburgh partent à sa recherche, mais ne trouvent que la selle du cheval sur lequel était monté Ichabod, son chapeau, et plus loin, une citrouille. Quant à Ichabod Crane, il a disparu, et on ne peut donc pas dire clairement s'il est mort ou vivant. L'histoire laisse néanmoins entendre qu'il s'agissait en fait de son rival, « Brom Bones », qui se serait déguisé pour effrayer le jeune enseignant, et lui aurait jeté une citrouille, le poussant ainsi à quitter le village, puis s'est remis en route pour de nouvelles proies.

## Inspirations
Washington Irving s'est beaucoup nourri de la littérature allemande, sur les conseils de l'écrivain écossais Walter Scott. Voici plusieurs de ses sources d'inspirations, avérées ou probables :
- Dans la cinquième des Légendes de Rübezahl (reprises par Johann Karl August Musäus dans son anthologie de Contes populaires allemands, 1782-1787), un bandit qui se déguise en spectre décapité pour attaquer une diligence... avant de se faire lui-même attaquer par un génie. L'auteur a transposé cette scène dans le sens du "réalisme" avec son faux spectre[1].
- Le Féroce Chasseur (1751) de Gottfried August Bürger (traduit justement par Scott), reprenant le traditionnel thème de la chasse fantastique[1].
- Il est certain que l'auteur ait également lu les Volkssagen (1800) de Johann Karl Christoph Nachtigal, repris dans Volkssagen, Märchen und Legenden de Johann Gustav Gottlieb Büsching (1811), dont un exemplaire se trouve encore dans la bibliothèque de Sunnyside (ville dans laquelle Irving a fini ses jours)[1].

## Analyses
La rivalité entre Ichabod Crane et « Brom Bones » illustre le traditionnel conflit entre le yankee de passage, craintif et pédant, et le backwoodsman (terme désignant un colon des forêts, mais aussi un rustre). Il s'agit d'un poncif du folklore américain, également présent dans les aventures de Davy Crockett et Les Aventures de Huckleberry Finn de Mark Twain.

## Adaptations

### Cinéma et télévision

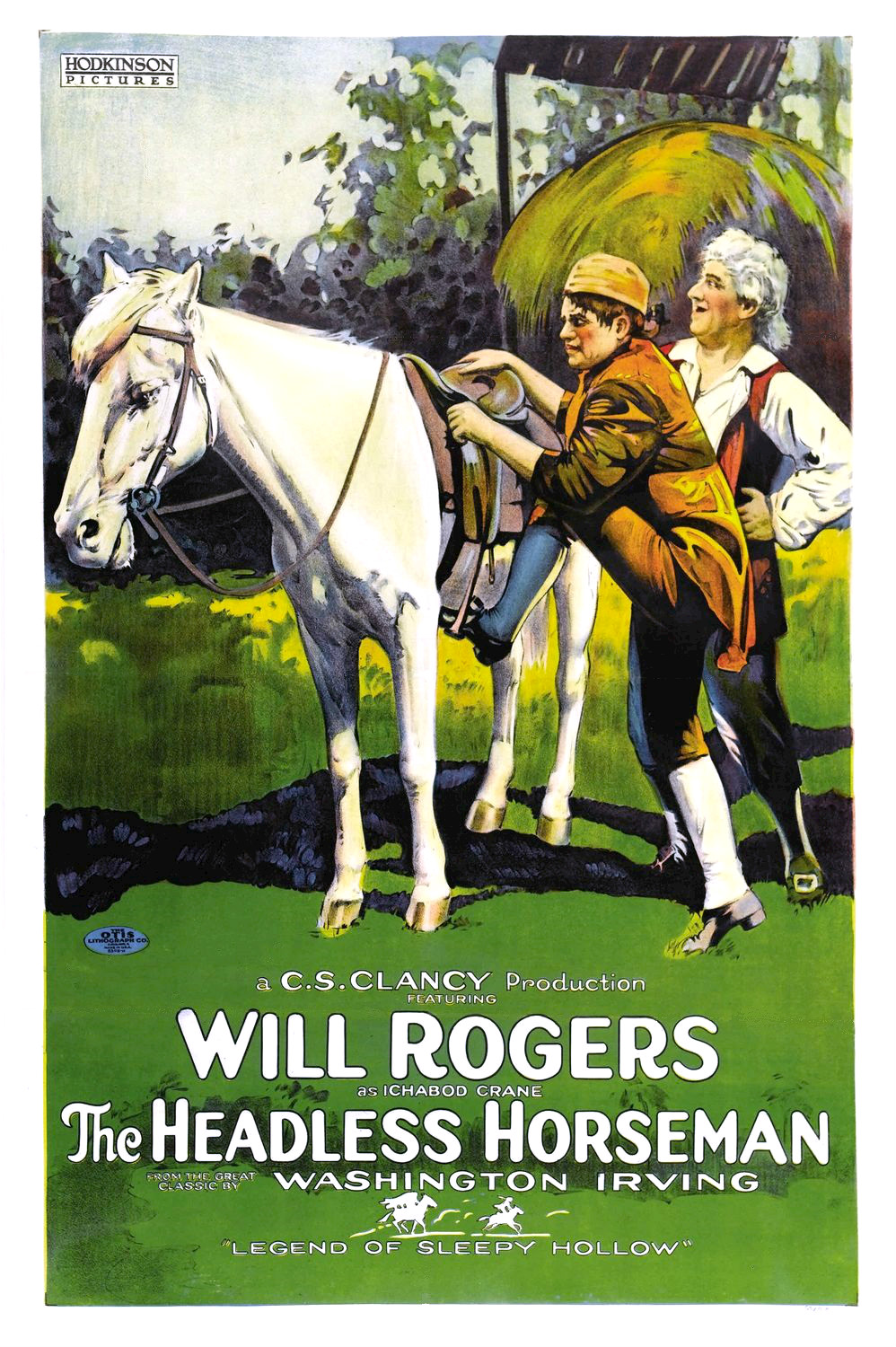
Affiche de The Headless Horseman (1922).

Plusieurs adaptations, plus ou moins libres, de ce récit fantastique ont été réalisées, notamment :
- The Legend of Sleepy Hollow, court métrage réalisé par Étienne Arnaud en 1912 ;
- The Headless Horseman, film américain réalisé par Edward D. Venturini en 1922 ;
- La Légende de la Vallée endormie, section du long-métrage d'animation Le Crapaud et le Maître d'école, film d'animation américain des studios Disney, sorti en 1949 ;
- Sleepy Hollow, film américain de Tim Burton, sorti en 1999 ;
- La Légende de Sleepy Hollow (The Legend of Sleepy Hollow), film canadien de Pierre Gang sorti directement en vidéo en 1999 ;
- Le Cavalier sans tête, 14e épisode de la saison 6 de Charmed diffusé en 2004.
- Le Cavalier sans tête (The Dark Rider), épisode de la série télévisée britannique Inspecteur Barnaby, saison 15, diffusé en 2012[2] ;
- Sleepy Hollow, série télévisée américaine, adaptation moderne de la nouvelle, diffusée en 2013.
- Headless Horseman , téléfilm américain en 2007
- SOS Fantômes (série télévisée d'animation) épisode Le cavalier sans tête (The Headless Motorcyclist)
- Princesse résurrection épisode 14 Princess Dead Spirit
- Durarara!!

### Livre pour enfant
- Scooby-Doo : Le mystère du Cavalier sans tête de Jenny Markas (2008).

### Livre audio
- Il existe une version lue par Glenn Close sur une musique de Tim Story chez Rabbit Ears.

### Musiques
- Sleepy Hollow, bande originale du film composée par Danny Elfman.
- Le Cavalier sans tête, chanson de Damien Saez sur l'album Paris (2008).
- Sleepy Hollow, de Trippie Redd sur l'album Pegasus (2020)

### Jeux vidéo
- Ichabod Crane est l'un des personnages principaux du jeu The Wolf Among Us.
- Le Cavalier sans tête apparaît dans The Elder Scrolls V: Skyrim (près de Blancherive).
- Le Cavalier sans tête apparaît dans l'une des missions des Frontaliers d'Assassin's Creed III.
- Le Cavalier sans tête est un monstre tuable lors de la fête d'Halloween sur World of Warcraft.
- Le Cavalier sans tête apparaît la nuit dans le village de Sleepy Hollow dans Assassin's Creed: Rogue.
- Le Cavalier sans tête apparaît en tant que boss dans The Binding of Isaac: Rebirth.
- Le Cavalier sans tête apparaît sous le nom de Dragoon dans le jeu Ghost Master (dans le niveau nommé Spooky Hollow).
- Le Cavalier sans tête apparaît dans League of Legends comme texture supplémentaire du personnage jouable Hecarim : Hecarim sans tête, sorti à l'occasion de Halloween 2012
- Un personnage à tête de citrouille a pu être acheté sur Fortnite sous le nom de Hollowhead lors de halloween 2018.
- Un mercenaire hessois décapité apparaît sous la forme du Servant nommé Hessian Lobo dans le jeu vidéo Fate/Grand Order. Il y chevauche un loup géant nommé Lobo (issu d'un récit de Ernest Thompson Seton).
- Le Cavalier sans tête Dullahan apparaît en tant qu'ennemi récurrent dans de nombreux titres de la série Castlevania, souvent nommé Dhuron. Il fait également office de boss dans Rondo of Blood, Portrait of Ruin et Curse of Darkness.

## Édition
- Washington Irving, Sleepy Hollow : La légende du cavalier sans tête, A. Geoffroy (trad.), J. Vérain (post.), Paris, Éd. Mille et une nuits, 2000  (ISBN 2-84205-464-4).